# The Dead South
The Dead South är en kanadensisk folk-bluegrassgrupp från Regina i Saskatchewan, Kanada. Bandet bildades 2012 och utgörs av Nate Hilts (sång, gitarr, mandolin), Scott Pringle (gitarr, mandolin, sång), Danny Kenyon (cello, sång) och Colton Crawford (banjo). Crawford lämnade bandet 2015 och blev ersatt av Eliza Mary Doyle. Crawford återvände dock tillbaka till bandet under turnén Voices In Your Head 2018.

## Medlemmar
Nuvarande medlemmar
- Nate Hilts (sång, gitarr, mandolin) (2012–)[1]
- Scott Pringle (gitarr, mandolin, sång) (2012-)[1]
- Colton Crawford (banjo) (2012–2015, 2018–)[1]
- Danny Kenyon (cello, sång) (2012–2020, 2021-)[1]

Tidigare medlemmar
- Eliza Mary Doyle (banjo) (2016–2018)[1]
- Erik Mehlsen (cello) (2015–2018)[1]

## Diskografi

### Album

#### Studioalbum
| Titel            | Detailjer | Placering    |
| ---------------- | --- | ------------ |
| Titel            | Detailjer | US Bluegrass |
| Good Company     | - Lanserad: 2014 - Format: CD, digital nedladdning, strömning - Bolag: Devil Duck                            | —            |
| Illusion & Doubt | - Lanserad: 18 november 2016 - Format: CD, vinyl, digital nedladdning, strömning - Bolag: Curve Music        | 5            |
| Sugar & Joy      | - Lanserad: 11 oktober 2019 - Format: CD, vinyl, digital nedladdning, strömning - Bolag: Six Shooter Records | 1            |
| Chains & Stakes  | - Lanserad: 9 februari 2024 - Format: CD, digital nedladdning, strömning - Bolag: Six Shooter                | 1            |

#### Livealbum
| Titel       | Detaljer                                                                                  | Placering    |
| ----------- | ----------------------------------------------------------------------------------------- | ------------ |
| Titel       | Detaljer                                                                                  | US Bluegrass |
| Served Live | - Lanserad: 29 januari 2021 - Bolag: Six Shooter - Format: Digital nedladdning, strömning | 1            |

### EP
| Titel                                   | Detaljer                                                                                |
| --------------------------------------- | --------------------------------------------------------------------------------------- |
| The Ocean Went Mad and We Were to Blame | - Lanserad: 29 juni 2013 - Format: Digital nedladdning, strömning - Bolag: Egenlanserad |
| OurVinyl Sessions                       | - Lanserad: 2020 - Bolag: OurVinyl - Format: Strömning                                  |
| Easy Listening for Jerks Pt. 1          | - Lanserad: 4 mars 2022 - Bolag: Six Shooter - Format: Digital nedladdning, strömning   |
| Easy Listening for Jerks Pt. 2          | - Lanserad: 4 mars 2022 - Bolag: Six Shooter - Format: Digital nedladdning, strömning   |

### Singlar
| Titlar                                                  | År   | Album                          |
| ------------------------------------------------------- | ---- | ------------------------------ |
| "This Little Light of Mine" / "House of the Rising Sun" | 2020 | Icke-album singel              |
| "You Are My Sunshine"                                   | 2021 | Easy Listening for Jerks Pt. 1 |
| "People Are Strange"                                    | 2021 | Easy Listening for Jerks Pt. 2 |
| "Will the Circle Be Unbroken"                           | 2022 | Easy Listening for Jerks Pt. 1 |
| "Tiny Wooden Box"                                       | 2023 | Chains & Stakes                |
| "A Little Devil"                                        | 2023 | Chains & Stakes                |
| "20 Mile Jump"                                          | 2024 | Chains & Stakes                |

### Musikvideor
| År   | Titlar                            | Album                          |
| ---- | --------------------------------- | ------------------------------ |
| 2013 | "Long Gone"                       | Good Company                   |
| 2014 | "The Recap"                       | Good Company                   |
| 2015 | "Honey You"                       | Good Company                   |
| 2016 | "Banjo Odyssey"                   | Good Company                   |
| 2016 | "In Hell I'll Be In Good Company" | Good Company                   |
| 2017 | "Delirium"                        | Illusion & Doubt               |
| 2018 | "Miss Marry"                      | Illusion & Doubt               |
| 2018 | "Boots"                           | Illusion & Doubt               |
| 2019 | "Diamond Ring"                    | Sugar & Joy                    |
| 2020 | "Fat Little Killer Boy"           | Sugar & Joy                    |
| 2021 | "You Are My Sunshine"             | Easy Listening for Jerks Pt. 1 |
| 2021 | "People Are Strange               | Easy Listening for Jerks Pt. 2 |
| 2022 | "Chop Suey"                       |                                |
| 2023 | "Tiny Wooden Box"                 | Chains & Stakes                |
| 2024 | "A Little Devil"                  | Chains & Stakes                |
| 2024 | "Yours to Keep"                   | Chains & Stakes                |

## Priser och nomineringar
| År   | Nominerade verk    | Evenemang                              | Pris                   | Resultat  | Ref           |
| ---- | ------------------ | -------------------------------------- | ---------------------- | --------- | ------------- |
| 2015 | The Dead South     | Canadian Independent Music Association | Road Gold              | Vann      | [ 5 ]         |
| 2018 | The Death South    | Juno Awards                            | Årets genombrottsgrupp | Nominerad | [ 6 ]         |
| 2018 | Illusion and Doubt | Juno Awards                            | Traditional Rootsalbum | Vann      | [ 7 ]         |
| 2019 | The Dead South     | Canadian Independent Music Awards      | Årets grupp            | Vann      | [ 8 ]         |
| 2020 | Sugar & Joy        | Juno Awards                            | Traditional Rootsalbum | Vann      | [ 9 ]         |
| 2022 | The Dead South     | Western Canadian Music Awards          | Recording of the Year  | Nominerad | [ 10 ] [ 11 ] |
| 2022 | The Dead South     | Best of Regina                         | Best Band              | Vann      |               |